# Tribunal Regional do Trabalho da 4.ª Região
O Tribunal Regional do Trabalho da 4ª Região, com sede em Porto Alegre, estado do Rio Grande do Sul, é um órgão da Justiça do Trabalho, pertencente ao Poder Judiciário da República Federativa do Brasil, o qual exerce jurisdição em todo território do estado do Rio Grande do Sul.

## Histórico
Em janeiro de 2019, o TRT4 era composto por 48 desembargadores. Em 2018, haviam 247 de juízes de primeira instância e 3.540 servidores.

## Administração
A atual presidente é a desembargadora Carmen Izabel Centena Gonzalez, eleita para o biênio 2019/2021.